# Warmwaterbron

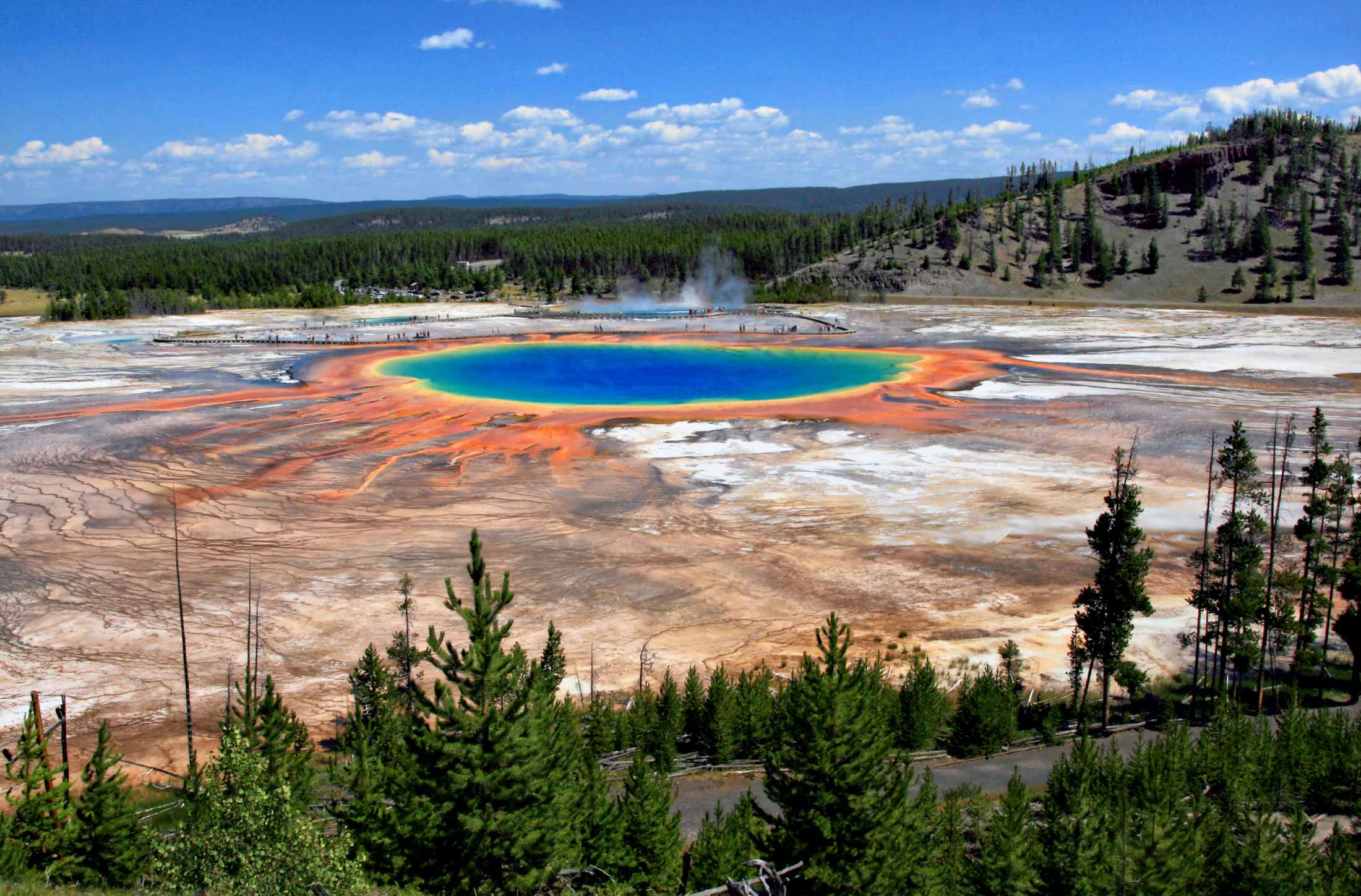
Grand Prismatic Spring en Midway Geyser Basin in Yellowstone National Park

Een warmwaterbron (ook wel thermische bron, warme of hete bron genoemd) is een bron die bestaat uit geothermisch verwarmd grondwater uit de aardkorst. Dergelijke bronnen komen overal ter wereld voor, op land en in de oceaan.

## Definitie

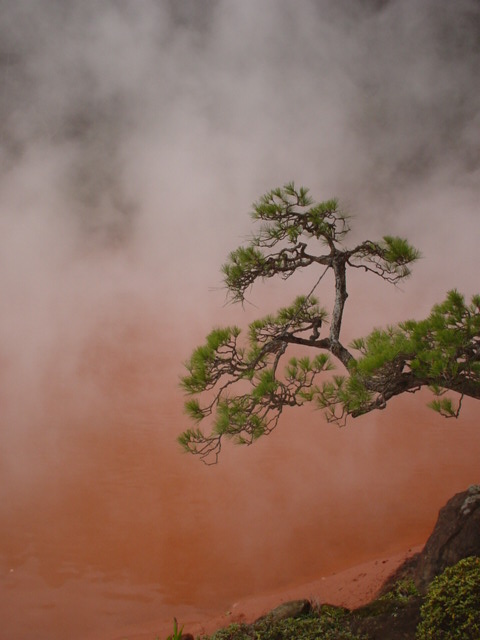
Een warmwaterbron in Beppu, Japan

Er is geen algemeen aanvaarde definitie voor een warmwaterbron. De term kan daarom worden gebruikt voor:
- Elk type geothermische bron[1]
- Een bron met water waarvan de temperatuur hoger ligt dan de omgeving.[2]
- Een natuurlijke bron met water warmer dan lichaamstemperatuur– normaal tussen de 36,5 en 37,5 graden Celsius.[3]
- Een thermische bron met water dat warmer is dan 36,7 graden Celsius[4][5]
- Een natuurlijke bron met water dat warmer is dan 21,1 graden Celsius.[6][7][8][9]
- Een bron met water warmer dan 50 graden Celsius.[10]

## Warmtebron
Het water in een warmwaterbron is geothermisch verwarmd; dat wil zeggen met warmte uit de aarde zelf. De temperatuur van stenen neemt naar de aardkern toe steeds verder toe. Als water diep genoeg kan doordringen in de aardkorst om contact te maken met deze hete stenen, wordt het ook verwarmd. Vooral het water van warmwaterbronnen in niet-vulkanische gebieden wordt zo verwarmd.
In gebieden met (grote) vulkanische activiteit, zoals Yellowstone National Park, kan water worden verwarmd door contact met magma. Water kan hierdoor zodanig opwarmen dat het verandert in stoom en als een stoomstraal uit de grond schiet. Water van warmwaterbronnen in een vulkanisch gebied is doorgaans veel warmer dan dat van warmwaterbronnen in een niet-vulkanisch gebied, tot in de ergste gevallen dicht bij het kookpunt. Er zijn incidenten bekend van mensen die zwaar verbrand raakten of zelfs stierven door contact met water uit een dergelijke warmwaterbron.

## Gebruik

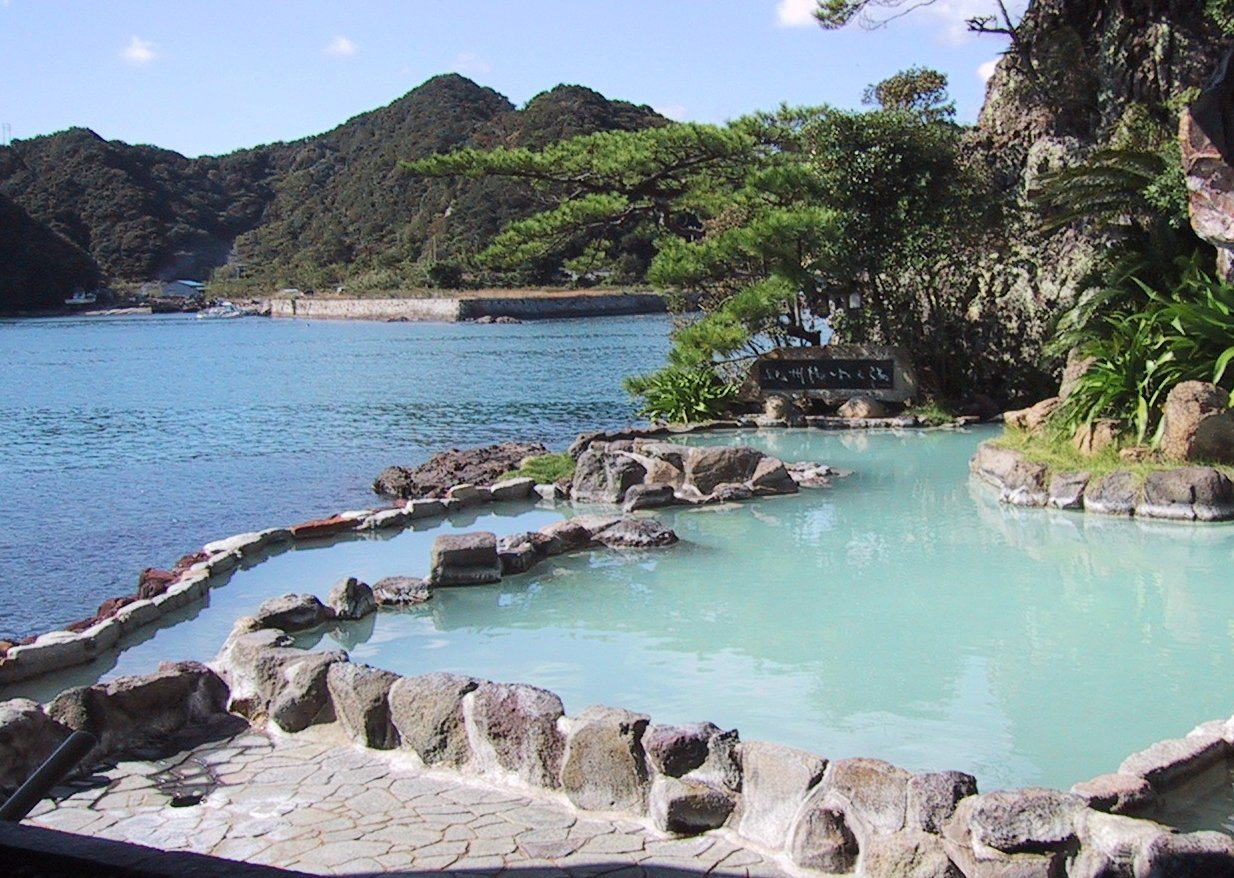
Onsen in Nachikatsuura, Wakayama

Warmwaterbronnen worden vaak gebruikt voor recreatieve of toeristische doeleinden. Zo zijn in Japan de onsen een bekende toeristische attractie.
Omdat in het water van een warmwaterbron vaak meerdere mineralen zijn opgelost (variërend van calcium en lithium tot zelfs radium), wordt vaak beweerd dat warmwaterbronnen een genezende werking hebben voor verschillende lichamelijke klachten. Warmwaterbronnen worden dan ook vaak gebruikt voor therapeutische doeleinden.
Niet alleen mensen, maar soms ook dieren maken gebruik van warmwaterbronnen. Een bekend voorbeeld is de warmwaterbron nabij de Japanse stad Nagano, die in de winter vaak wordt bezocht door makaken.

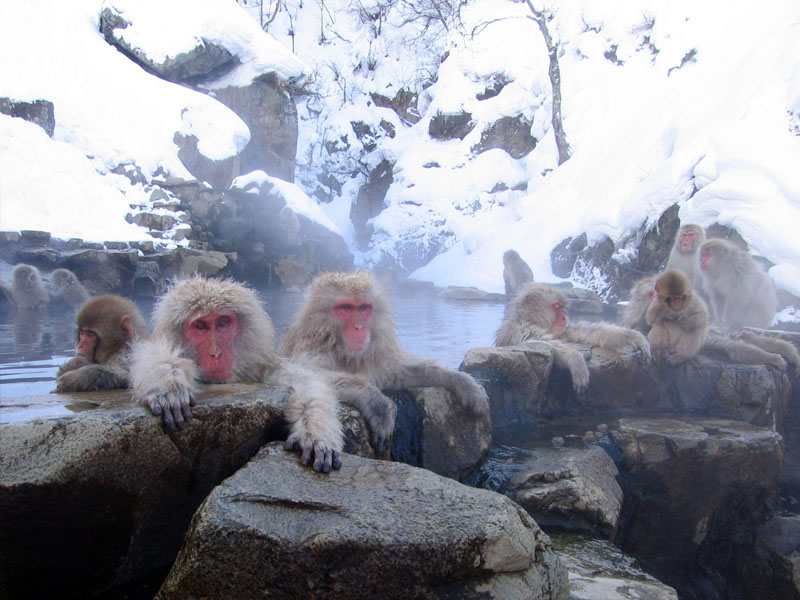
Makaken in een warmwaterbron bij Nagano